# 레이스트레커르

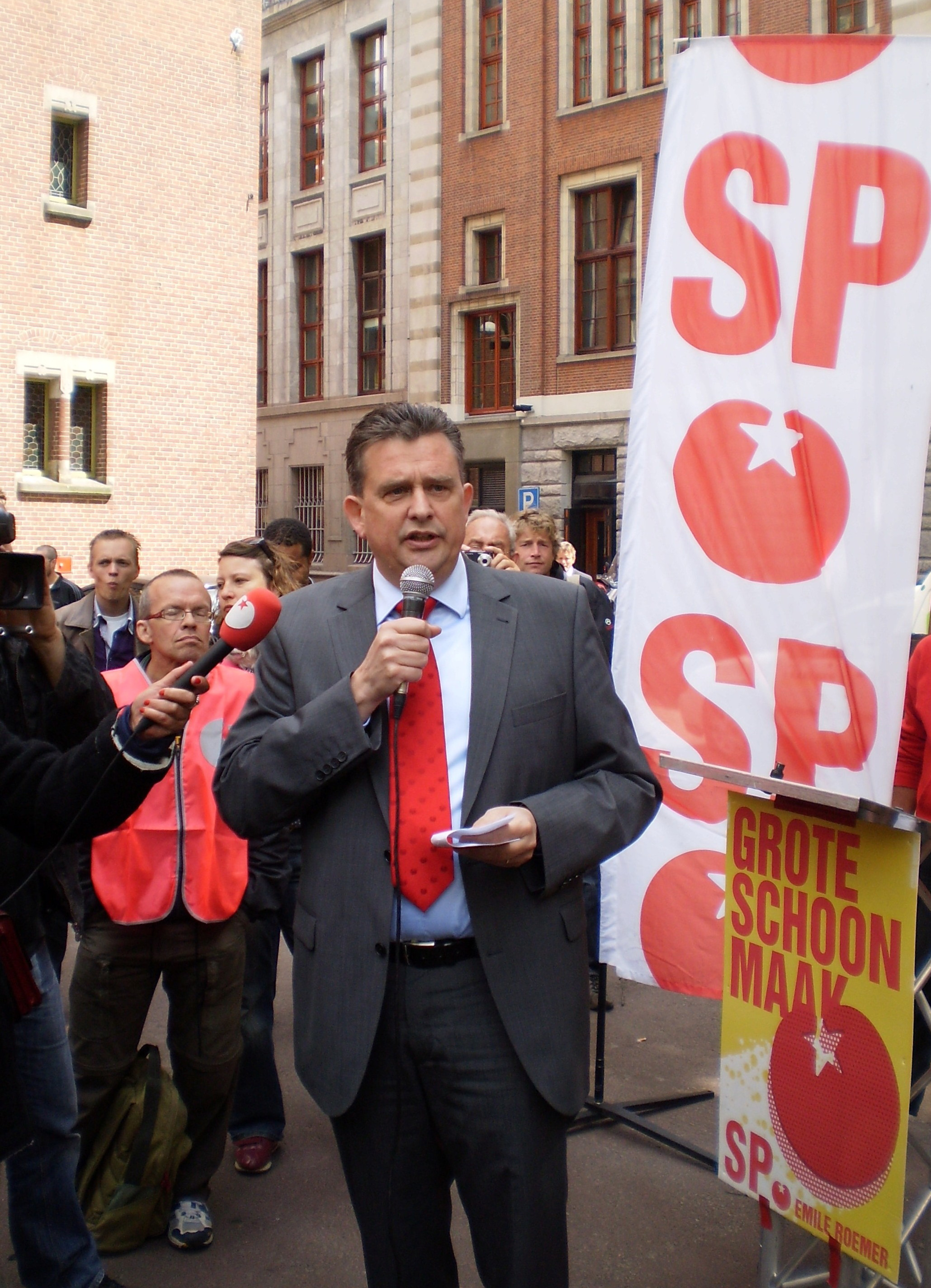
사회당의 레이스트레커르인 에밀러 루머르 (2010년)

레이스트레커르(네덜란드어: Lijsttrekker, ˈlɛistˌtrɛkər, →명부 이끄는 사람)는 네덜란드, 벨기에, 수리남에서 정당 명부의 정당 최우선 후보를 가리키는 네덜란드어 단어이다.
레이스트레커르는 그 정당의 정치 대표인 경우가 거의 대부분이다. 선거 후에는 네덜란드 의회의 정당 원내대표가 되거나, 정당이 연립 내각에 참여할 경우 내각에서 고위직에 오른다. 네덜란드의 총리 역시 이전 선거에서 각 정당마다 내세웠던 레이스트레커르 중에서 되기 마련이다.
투표 전 각 정당별 레이스트레커르가 모여 주요 현안들을 다루는 TV 토론회가 각 방송사마다 중계되기도 하는 등, 선거 기간의 대다수 관심사는 이들 레이스트레커르에게 쏟아진다. 일례로 2003년 네덜란드 총선에서 사회민주주의 성향 노동당이 재기에 나선 것은 당시 레이스트레커르였던 바우터르 보스의 성품 덕이기도 했다. 하지만 선거에서 정당이 패할 경우 그 당의 레이스트레커르가 자리에서 물러나거나 완전히 정계를 떠나는 많다. 후자의 경우 2003년 네덜란드 총선에서 의석을 추가 확보할 것이라는 예측과는 달리 도리어 한 석을 잃으면서 자리에서 물러난 민주66의 톰 더흐라프가 있다. 레이스트레커르와는 반대로 정당에서 유명인사나 저명한 정치인을 정당명부의 마지막 자리에 두기도 하는데 이런 후보들을 '레이스트뒤어르' (lijstduwer, →명부 밀어주는 사람)이라 부른다.